# 維爾德格拉特山
47°08′26″N 10°49′36″E / 47.14056°N 10.82667°E

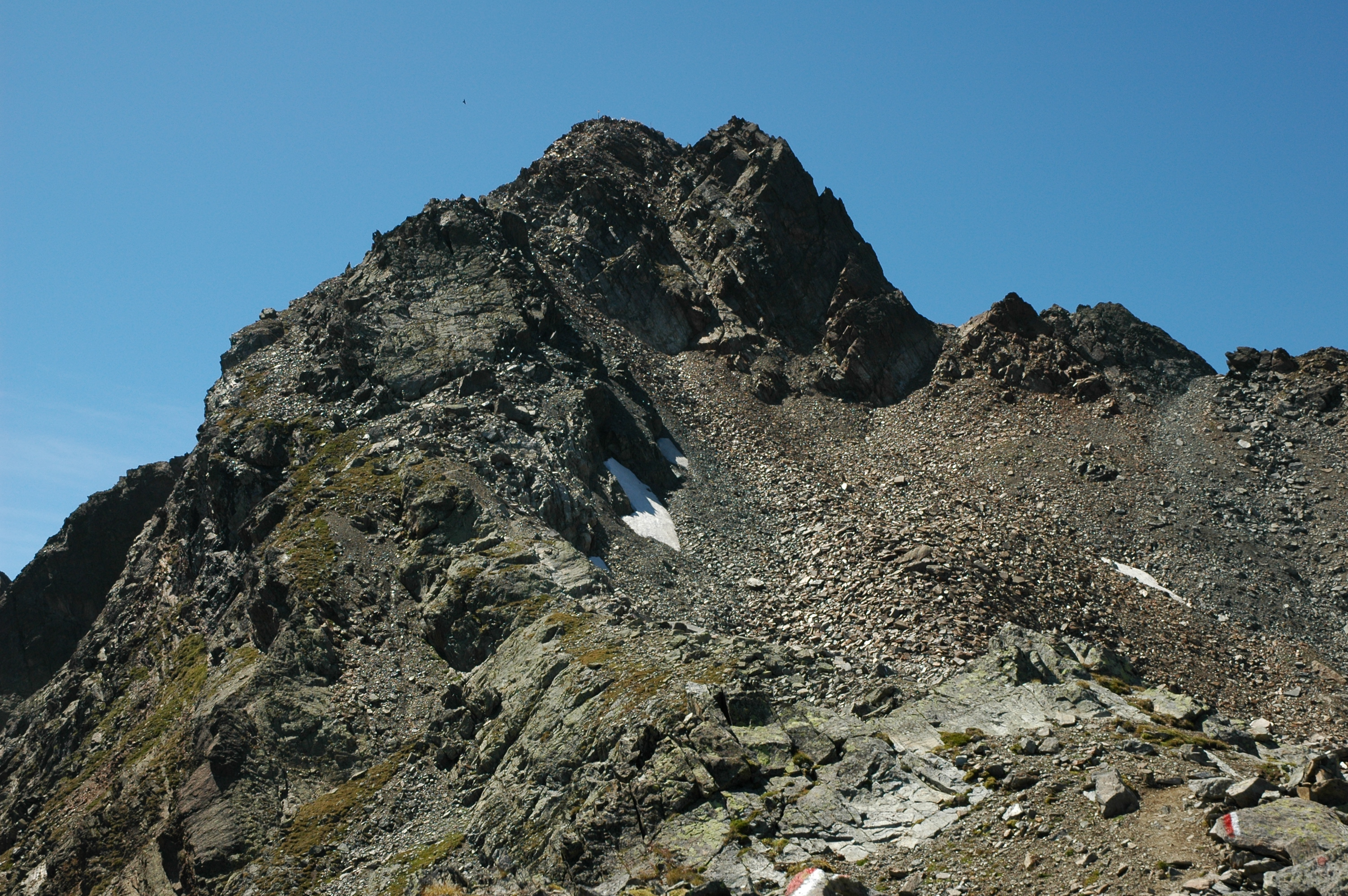

維爾德格拉特山（德語：Wildgrat），是奧地利的山峰，位於該國西部，由蒂羅爾州負責管轄，屬於奧茨塔爾阿爾卑斯山脈的一部分，海拔高度2,971米，每年平均降雨量1,698毫米，人類在1891年首次登頂。